# Ciarán Fitzgerald
Pour les articles homonymes, voir Ciaran.
Ciarán Fitzgerald (né le 27 juillet 1983 à Dublin) est un acteur irlandais.

## Filmographie

### Cinéma
- 1992 : Le Cheval venu de la mer (Into the West) de Mike Newell : Ossie
- 1995 : Nothing Personal (en) de Thaddeus O'Sullivan : Young Liam
- 1996 : Some Mother's Son de Terry George : Liam Quigley
- 1996 : The Last of the High Kings de David Keating : Noelie Griffin
- 1997 : L'Informateur (The Informant) de Jim McBride : Gerard McAnally
- 1997 : The Boxer de Jim Sheridan : Liam
- 1997 : Seeing Things (court métrage) de Rupert Jones : ?
- 1998 : Le Général (The General) de John Boorman : Tommy

### Télévision

#### Séries télévisées
- 1994 : Screen Two (en) : Barry O'Neill (saison 10, épisode 3)
- 1995 : The Hanging Gale (en) : Joseph Phelan (4 épisodes)
- 2005 : Fair City (en) : Finn McDonald

#### Téléfilm
- 1996 : Le Fantôme de Canterville (en) (The Canterville Ghost) de Syd Macartney : Adam Otis